# アタナシオス・プリタス
アタナシオス・プリタス（Athanasios Prittas、1979年1月9日 - ）は、ギリシャの元サッカー選手。元ギリシャ代表。ポジションはミッドフィールダー。

## 経歴
2010 FIFAワールドカップに臨むギリシャ代表のメンバーに選ばれたが出場機会は無かった。

## 代表歴

### 出場大会
- ギリシャ代表
  - 2010 FIFAワールドカップ